# Tartu (stacja kolejowa)
Tartu – stacja kolejowa w Tartu, w prowincji Tartu, w Estonii. Stacja posiada 2 perony o długości 260 i 330 metrów. Została otwarta w 1875.

## Historia
Stacja kolejowa w Tartu została zbudowana wraz z budową szerokotorowej linii kolejowej Tapa – Tartu w 1876 roku jako odgałęzienie linii kolejowej Paldyski – Sankt Petersburg, ukończonej w 1870 roku. Pierwszy pociąg przybył do Tartu 21 sierpnia 1876 roku. Budowę linii kolejowej Tallinn – Tartu wspierali przede wszystkim lokalni przemysłowcy i kupcy, którzy potrzebowali sposobu na dostarczanie surowców i towarów. W 1889 r. zbudowano odnogę Tartu – Valga – Ryga, a w 1931 r. linię kolejową Tartu–Pieczory. W okresie poprzedzającym I wojnę światową planowano również budowę nowej linii kolejowej rozpoczynającej się na dworcu kolejowym w Tartu, a kończącej się w Smoleńszczyźnie, ale wybuch wojny pokrzyżował te plany. 

## Budynek dworca

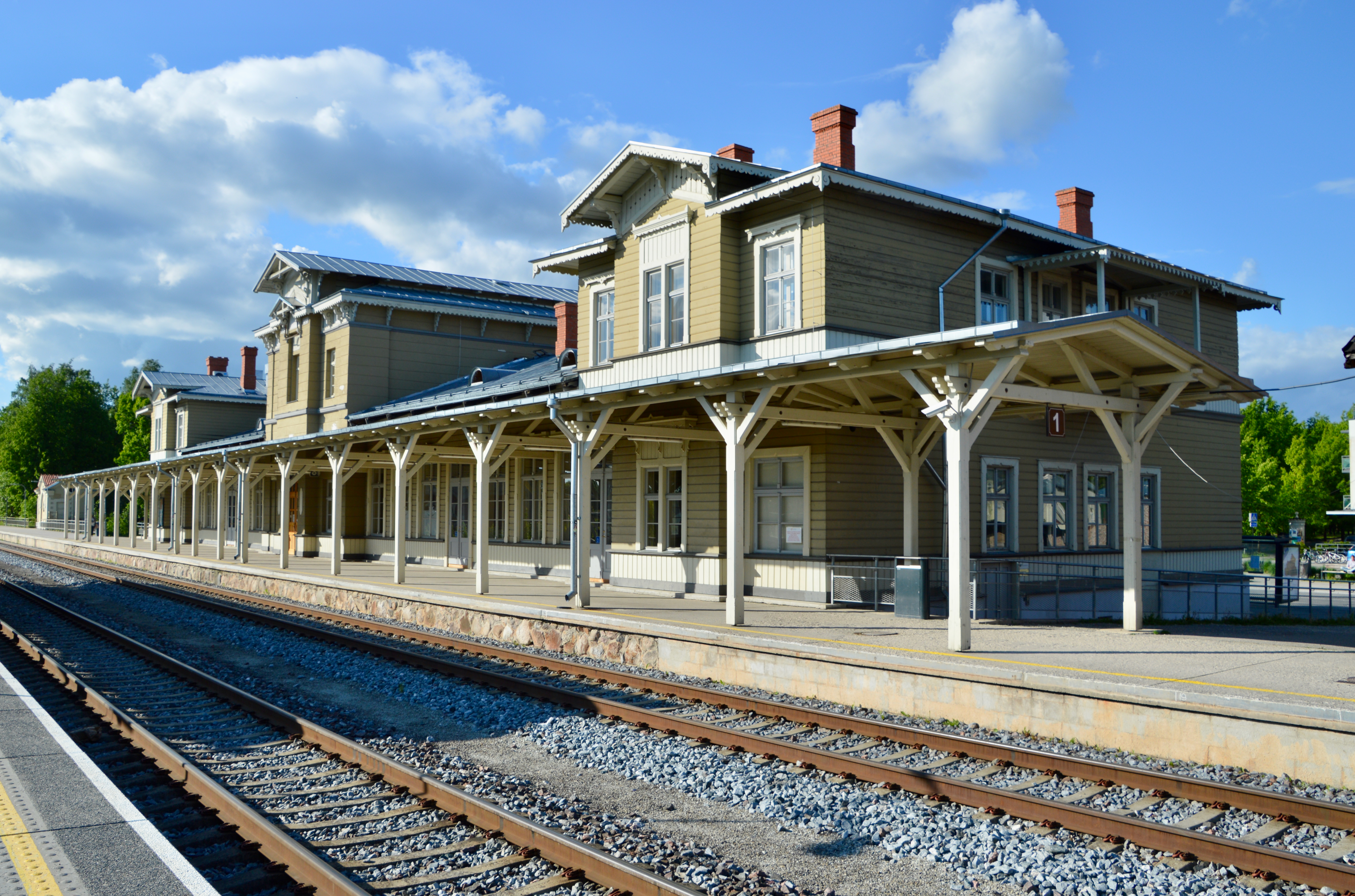
Dworzec w Tartu (2022)

Główny budynek dworca w Tartu został zbudowany w latach 1875–1877 poza ówczesnym miastem Tartu.
Typowo, zgodnie z ówczesnym systemem Imperium Rosyjskiego, budynek dworca, który zaliczano do II klasy, miał centralny korpus wykonany z kamienia. Od strony peronów łączy się z budynkiem długie zadaszenie wsparte na drewnianych słupach.
W centrum drewnianego budynku, który ma w przeważającej mierze prostokątny plan główny, znajduje się szeroka trójboczna klatka schodowa. Budynek charakteryzuje się dwoma lekko wysuniętymi częściami skrzydłowymi.
Najbardziej reprezentacyjnym wnętrzem budynku dworca jest hol główny, który ciągnie się przez dwie kondygnacje i ma ponad 9 m wysokości, którego sufit zdobi rozeta. Ściany pomieszczenia ozdobione są kilkoma różnymi gzymsami umieszczonymi na górze. 
Od 1997 roku budynek dworca kolejowego w Tartu jest wpisany na listę zabytków kultury (nr 7013) na mocy rozporządzenia Ministra Kultury. 
Budynek spłonął w 2006 roku. Długotrwała renowacja zakończyła się w 2012 roku.

## Węzeł kolejowy
Węzeł kolejowy Tartu, który ma 15 par torów i zapewnia miejsce oczekiwania dla pociągów tranzytowych i formowania nowych składów. Od węzła kolejowego wychodzą 3 linie kolejowe:
- W kierunku Tapa (odcinek kolejowy Tapa – Tartu). Do 1943 roku najbliższym Tartu przystankiem w tym kierunku była Tiksoja, następnie do 2001 roku był to przystanek kolejowy Vorbus.
- W kierunku Valga (odcinek kolejowy Tartu – Valga).
- W kierunku Pieczorów i Pskowa (odcinek Tartu – Koidula) ze stacją graniczną w Koidula.